# 富永峻
富永 峻（とみなが しゅん、1982年5月4日 - ）は、日本のピアニスト。
ポルトガル、スペイン、ドイツで育った日本人ピアニスト。 音楽高校(スペイン)
在学中より、数々の国際コンクールに入賞、マドリード王立音楽院時代に は、
2年間、コンクールの副賞として、スペイン各地でソロリサイタル・室内楽
コンサートを 開催。その後、ドイツ・フライブルグ音楽大学に進み、旧ソ連を代表する伝説的ピアニスト、エミール・ギレリスの直弟子 フェリックス・ゴットリーブに師事。
同大学ソリストクラス(修士課程)を卒業。ドイツでも国内ツア ー、オーケストラとの共演など幅広く活動。
2010年帰国後は、異色のピアニストとして期待を集め、2014・15年、17年東京オペラシティリサイタルホールにて連続リサイタル。2016年からはsonoriumでソロリサイタルシリーズを開催。ソロ演奏のみならず、オペラ伴奏、室内楽、コンチエ ルトにも高い評価を受けている。卓越したテクニック、ヨーロッパでの豊かな音楽経験が授けた多彩な音色表現、完成度の高いポリフォニーは「今後のピアノ界において貴重な存在」 と評されている。
ENGLISH
PORTUGUESE

## 略歴
1982年5月東京で生まれる。
- 1990年-95年　ポルトガル（ポルト市）に滞在。フェルナンダ　ヴァンドシュナイダー（ポルト国際ピアノコンクール審査委員長）に師事。
- 1998年-02年−カタリーナグルスカ音楽学校（マドリード）でヴァディム　グラドコフに師事。同音楽学校を満点で卒業。その後マドリード王立音楽院入学。
- 2002年-03年−ホアキン　ソリアーノに師事。
- 2003年-08年−フライブルク音楽大学転入。フェリックス　ゴットリーブに師事。
- 2008年、同音楽大学のソリストクラス（修士課程）卒業。音楽理論、音楽史、ジャズも習得。ガリーナエギアザロバ、ジャックルヴィエー、ヴィタリーマルグリス、ヨルクデームス、オクサナヤブロンスカヤ、アナトルウゴルスキーの各氏に師事。

- 2001年から2年間に渡って、コンクールの副賞として、スペイン各地でリサイタル。　歌手や弦楽四重奏との共演も行う。フライブルク音楽大学在学中、ソロの演奏に限らず、幅広く室内楽やリードのレパートリーを増やし、オーケストラとの共演など演奏活動を続ける。
- 2008年にはクラリネットとデュオを組んで、ドイツ国内をツアー。
- 2008年にはORSOフィルハーモニーに招かれ、カールオルフのカルミナブラーナに出演、
- 2008年10月から1年間ほど、ポルトガルの音楽学校でピアノ教師、ピアノ伴奏者として勤める。
- 2010年日本に帰国。東京を拠点にソロや室内楽など本格的活動を行う。
- 2013年　Bösendorfer 東京で室内楽シリーズを企画、演奏。
- 2013年　DVD「moonlight]リリース。
- 2014年〜２０１７年。カラフネット所属。　田月仙（チョン・ウォルソン）の専属伴奏者として日本全国、韓国などで公演。
- 2016年よりソノリウムにてリサイタルシリーズ開催。
- 2017年　デビューアルバム EUROPEAN HERITAGE リリース。

## 人物
- 日本語のほか、ドイツ語、スペイン語、ポルトガル語が堪能である。幼小年時代を過ごしたポルトガルとスペインの音楽を日本へ紹介する役割も担い、各大使館などにも招かれ演奏している。

## 受賞歴
- 1999年ー　イビザ国際ピアノコンクールで審査員特別賞。
- 2000年ー　スペイン人作曲家ピアノコンクール受賞。
- 2001年ー　ゲレーロ国際ピアノコンクール受賞。
- 2006年ー　モノポリ国際ピアノコンクール　最優秀リサイタル賞受賞。